# 国家消防救援局大庆航空救援支队
国家消防救援局大庆航空救援支队是中華人民共和國国家消防救援局直接管理的森林消防队伍，为国家综合性消防救援队伍两个航空救援支队之一，驻黑龙江省大庆市。

## 沿革
2008年，中华人民共和国国务院、中央军事委员会批准在黑龙江省大庆市组建武警森林指挥部直升机支队。
2009年7月22日，中国人民武装警察部队森林指挥部直升机支队挂牌组建。同年10月，时任支队长孟凡中带领业务骨干进驻江西景德镇飞机制造厂进行改装试飞任务，接装中国自主研发、改装的直-8WJS型森林灭火直升机。2010年9月23日起，8架直升机分三个批次，从江西景德镇转场至大庆。2010年11月7日，武警森林指挥部直升机支队举行大庆基地启用暨授装仪式，时任国家林业局副局长孙扎根、时任武警部队司令员王建平为直升机支队授装。
2018年10月9日，武警森林部队移交应急管理部交接仪式举行。机构改革后，森林部队现役编制全部转为行政编制，成建制划归应急管理部。机构改革后，该部更名为应急管理部森林消防局直升机支队，为当时国家综合性消防救援队伍中唯一一支航空救援力量。
2019年7月12日，由黑龙江省森林消防总队抽组的空中突击救援大队进驻直升机支队。
2019年12月31日，该部举行挂牌仪式，更名为应急管理部森林消防局大庆航空救援支队，成为国家综合性消防救援队伍两个航空救援支队之一。
2018年7月，武警森林指挥部直升机支队调派人员组建飞行二大队，驻云南省昆明市。2019年12月31日，直升机支队飞行二大队升格更名为“应急管理部森林消防局昆明航空救援支队”。
2023年1月6日，应急管理部消防救援局和森林消防局合并成立国家消防救援局，该部随之更名为国家消防救援局大庆航空救援支队。

## 行动

### 靠前驻防
自2012年起，该支队多次派出机组赴大小兴安岭等重点林区执行靠前驻防任务，主要担负林区巡护、火情观察、机降灭火、索降灭火等任务。
2020年11月，为保障2022年北京冬奥会，根据应急管理部、森林消防局命令，该支队派出CFR-01311号直升机和25名指战员前往河北省张家口市靠前驻防。此为该支队第一次跨省驻防、第一次空地力量协同驻防、第一次全灾种驻防。

## 历任领导人

### 中国人民武装警察部队森林指挥部直升机支队
| 中国人民武装警察部队森林指挥部直升机支队支队长 - 孟凡中 武警大校（2009年7月－2018年10月） | 中国人民武装警察部队森林指挥部直升机支队政治委员 - 任立新 武警上校（2009年7月－2013年） - 陈刚 武警中校（2013年－2018年10月） |

### 应急管理部森林消防局直升机支队
| 应急管理部森林消防局直升机支队支队长 - 孟凡中 一级指挥长（2018年10月－2019年12月） | 应急管理部森林消防局直升机支队政治委员 - 陈刚 一级指挥长（2018年10月－2019年12月） |

### 应急管理部森林消防局大庆航空救援支队
| 应急管理部森林消防局大庆航空救援支队支队长 - 孟凡中 一级指挥长（2019年12月－2020年8月） - 王兴坤 二级指挥长（2020年8月－） | 应急管理部森林消防局大庆航空救援支队政治委员 - 陈刚 一级指挥长（2019年12月－？） - 姜福民 二级指挥长（2020年8月－） |